# Kominterns andra världskongress
Kominterns andra världskongress var en sammankomst av cirka 220 röstberättigade och icke röstberättigade representanter för kommunistiska och revolutionära socialistiska politiska partier från hela världen, som hölls i Petrograd och Moskva från 19 juli till 7 augusti 1920. Den andra kongressen är bäst ihågkommen för att ha formulerat och implementerat de 21 villkoren för medlemskap i Kommunistiska Internationalen.

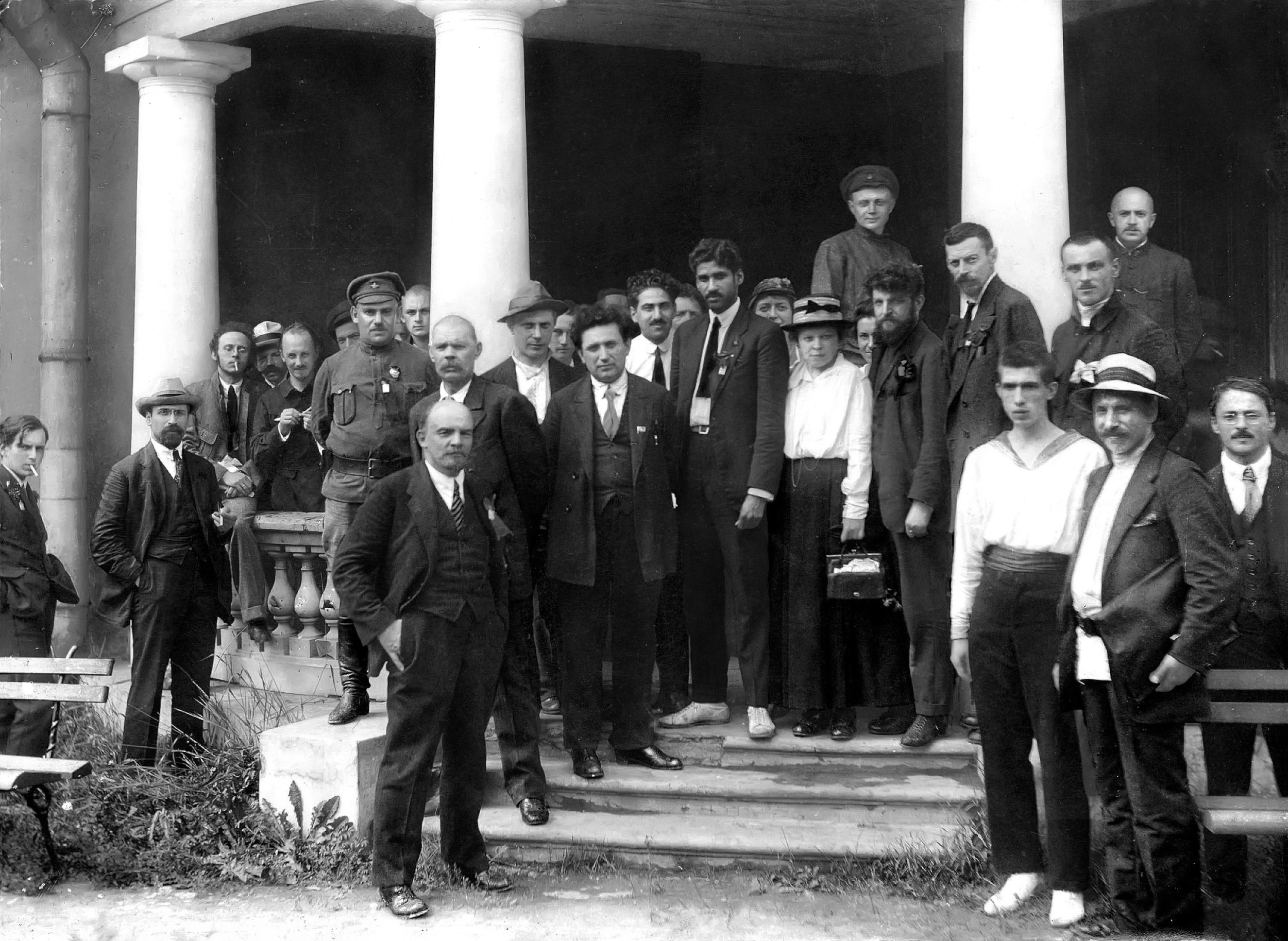
Kominterns delegater II:s kongress: Lev Karachan (andra från vänster), Karl Radek (tredje, rökande), Nikolaj Bucharin (femte), Michail Lasjevitj (sjunde, form), Maxim Gorkij (nionde, rakad), Vladimir Lenin (tionde, händerna i fickorna), Sergej Zorin (elfte med hatten), Grigorij Zinovjev (trettonde, händerna bakom ryggen), Maria Ilinitjna Uljanova (nitton vit blus), Nicola Bombacci (med skägg) och Abram Belenkij (med hatt).

## Översikt
Kommunistiska internationalens andra världskongress, som hölls sommaren 1920, har av forskare betraktats som "det första autentiska internationella mötet för den nya organisationens medlemmar och anhängare", på grund av att den första kongressen på organisationen bildades hade en mer tillfällig karaktär. Sammankomsten är också betydelsefull eftersom den sovjetiska ledaren Vladimir Lenin deltog i kongressens angelägenheter mer intensivt än vid någon annan, och att den förberedde en mängd nyckeldokument och aktivt hjälpte till att bestämma Kominterns kurs.

Den andra världskongressen ägde rum i en tid av upphettat världspolitiskt klimat, något som den brittiske historikern EH Carr senare erinrade sig:
"Den andra kongressen markerade höjdpunkten i historien om Komintern som en internationell kraft, det ögonblick då den ryska revolutionen med all säkerhet verkade vara på väg att förvandla sig till en europeisk revolution, med RSFSR:s öden sammanflätade med en bredare europeisk enhet."
Medan inget socialistiskt massparti 1919 hade deltagit i aktiviteterna för den grundande kongressen, inkluderades vid 1920 års sammankomst godkända delegater från flera stora europeiska grupper, inklusive Tysklands oberoende socialdemokratiska parti (USPD), den Franska sektionen av Arbetarinternationalen (SFIO), och Tjeckoslovakiens socialdemokratiska parti. Bolsjevikerna nekade tillstånd att delta för det nyligen bildade (januari 1920) ukrainska kommunistpartiet (KPU).
Det var vid den andra världskongressen som man beslutade om de kommunistiska partiernas karaktär, villkoren för deras inträde i den Kommunistiska Internationalen fastställdes och de nationella organisationernas förhållande till sitt internationella ledningscentrum etablerades formellt för första gången.

## Delegatsammansättning

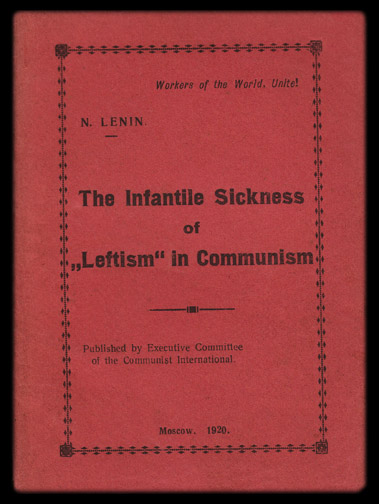
Den första engelska upplagan av Lenins Radikalismen - kommunismens barnsjukdom, som distribuerades till delegater vid Kominterns andra världskongress.

Den andra världskongressens officiella protokoll visar att totalt 218 delegater deltog i förhandlingarna, inklusive 54 representanter för socialistiska, socialdemokratiska och andra icke-kommunistiska politiska partier och 12 representanter för ungdomsorganisationer. Minst 30 delegater var representanter för de olika nationaliteterna i Asien.
Delegater inhystes i Moskva på Delevoj Dvor, ett hotell en kort promenad från kongressens sessioner som hölls i Kreml. På grund av matbrist var maten som gavs till delegaterna dålig, och vissa delegater tvingades till viss del förlita sig på förråd som de tagit med sig från utlandet.
När de anlände till sina hotellrum försågs delegaterna med ett urval av skriftliga rapporter, resolutionsförslag och kopior av två nyligen publicerade böcker – Terrorism och kommunism av Leo Trotskij och " "Radikalismen - kommunismens barnsjukdom" av V. I. Lenin.
Delegater deltog i ett brett utbud av evenemang, reste runt i landet, deltog i mindre möten, tittade på teaterföreställningar och deltog i en subbotnik i form av lastning av slipers.

## Bakgrund
Den 22 april 1920 röstade Kommunistiska Internationalens (EKKI) exekutivkommitté för att hålla en andra världskongress för dess medlemspartier på ett obestämt datum inom en snar framtid. Detta följdes den 14 juni 1920 av den formella publiceringen av EKKI:s kallelse till en andra världskongress som skulle hållas i Moskva om en månad. Politiska partier som lovade organisationen trohet uppmanades att skicka delegationer på en gång.
Under denna period var Sovjetryssland föremål för en väpnad blockad till lands och till sjöss, vilket gjorde resor extremt svåra. Laglig passage var endast möjlig genom den estniska hamnen Reval (i dag känd som Tallinn ), men även detta sätt var svårt på grund av det systematiska nekandet av resepass till radikaler som hade för avsikt att resa till Centraleuropa.
Krig mellan Sovjetryssland och Polen rasade sommaren 1920 och havererade lok och urspårade godsvagnar kantade spåren, vilket ytterligare komplicerade transportsituationen.
Vissa delegater tvingades av omständigheterna att använda falska pass och identitetshandlingar eller att resa utan någon som helst juridisk dokumentation, till exempel genom att åka som fripassagerare på ett fartyg. Tre franska delegater miste livet under färden, när en liten fiskebåt som seglade från Murmansk i ett försök att komma undan den allierade blockaden gick under i stormigt väder.

## Förhandlingar och beslut

### Öppnande av kongressen
Kongressen var planerad att öppna den 15 juli, men på grund av skenande transportsvårigheter hade många delegater inte anlänt till Sovjetryssland vid det datumet. EKKI beslutade att skjuta upp de första arbetssessionerna med en vecka.

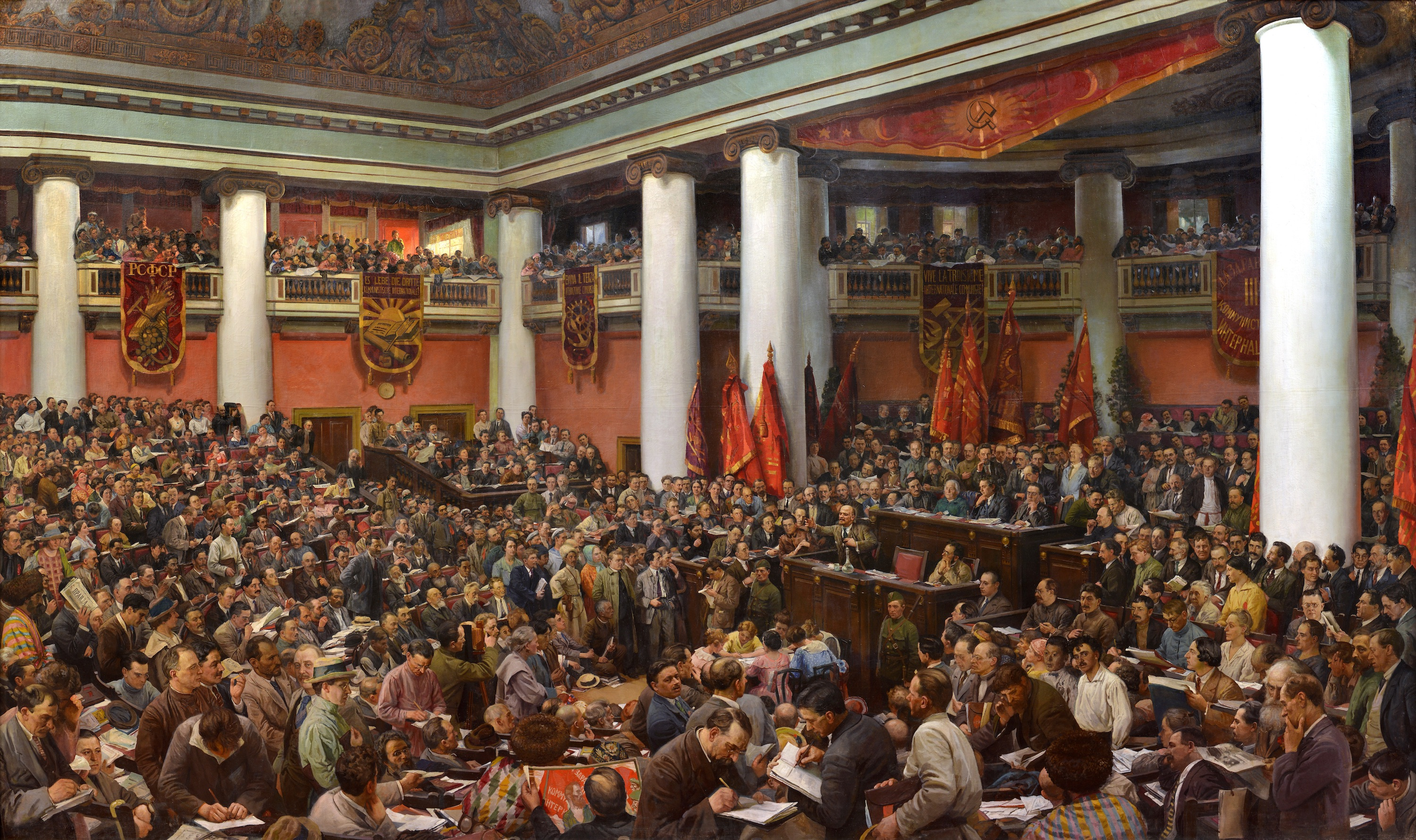
Lenin håller ett tal på Uritskij-teatern ; 1924 målning av Isaak Brodskij

Efter en måltid i Smolnyjs stora sal marscherade delegaterna, åtföljda av tusentals Petrogradarbetare, till Uritskij-teatern där de hörde ett inledningsanförande om den internationella situationen och Kominterns uppgifter som Lenin höll. Efteråt deltog delegaterna i en massdemonstration innan de samlades på den tidigare börsen för att se ett kostymdrama kallat "Föreställning om de två världarna" framfört av en ensemble på 3 000 personer.
Efter öppningsfestligheterna i Petrograd följde en tredagars paus, varefter kongressen återsamlades i Moskva i det före detta Vladimirtronrummet i Kreml. Fyra officiella språk användes vid kongressen - engelska, franska, tyska och ryska - med sekreterare som skrev kongressdokument på varje språk. De primära språken som talades på golvet var franska och tyska, med simultanöversättningar som ägde rum i olika hörn av rummet.
Kongressen valde en byrå för att fatta beslut i procedurfrågor. Alla delegater hade rätt att lägga fram resolutionsförslag till kongressen och rättigheten var användes, och ett antal sådana förslag lades fram.
Röstade delegater försågs med röda kort, icke röstande "konsultativa" delegater blå kort och gäster gröna kort. Omröstningar genomfördes genom att räkna röstkort. Röststyrkan för varje delegation baserades på varje nationellt partis relativa betydelse för den internationella kommunistiska rörelsen snarare än den faktiska storleken på medlemmarna i dessa grupper. Någon formell rösträkning gjordes aldrig under kongressen, snarare räckte det med en enkel räkning av de röstkort som sträcktes upp.

### Viktiga ämnen och beslut som diskuterades

#### De 21 villkoren

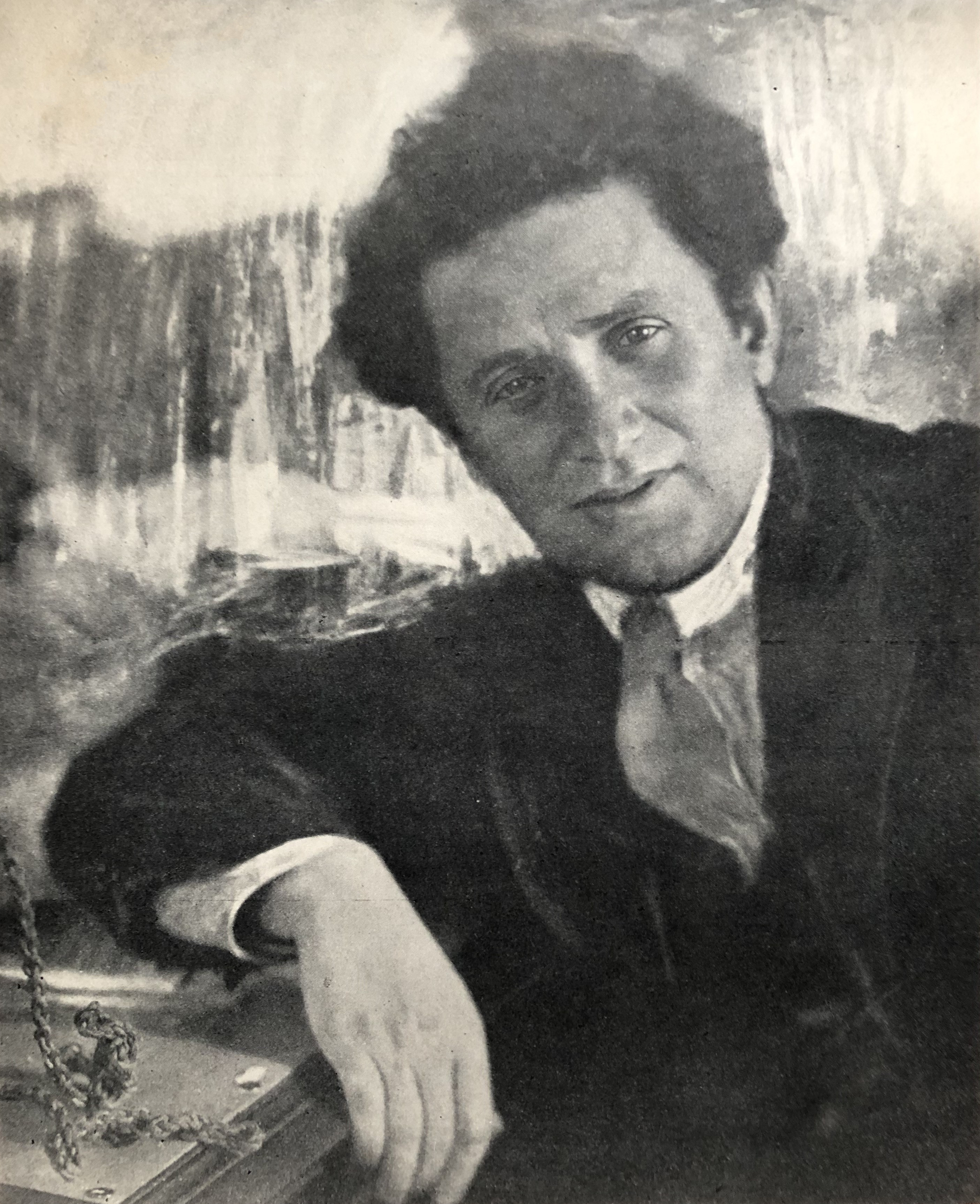
Kominterns ordförande Grigorij Zinovjev.

Den 2:a världskongressen började sitt egentliga arbete den 23 juli 1920. Två sessioner ägnades åt diskussioner om kommunistpartiernas struktur och roll, med en sammanfattande rapport och teser levererade till kongressen av Kominterns ordförande Grigorij Zinovjev. Efter att Zinovjevs teser i frågan enhälligt antagits av de församlade delegaterna, flyttades debatten till villkoren för antagning till Kommunistiska Internationalen, en diskussion som slutligen producerade ett dokument som kallas de 21 villkoren.
Ända sedan grundandet av Komintern 1919 hade ett antal politiska partier i den socialdemokratiska traditionen - inklusive Socialist Party of America (SPA) och det oberoende socialdemokratiska partiet i Tyskland (USPD) - sökt inträde den kommunistiska internationalen. För Kominterns ledning markerade sådana organisationers parlamentariska orientering och pacifism dem som fundamentalt annorlunda än den kommunistiska rörelsen och dess inriktning mot väpnad kamp. De såg Komintern som en organisation för en centraliserad samordning av sådana ansträngningar runt om i världen.
Sådana så kallade "centristiska" partier, med tyska USPD i första ledet, sökte en mer inkluderande och rådgivande roll för Komintern, i linje med den modell som användes av den ödesdigra Andra internationalen.
Den 25 juli röstade Kommissionen för villkor för antagning med 5–3 till förmån för ett förslag från Lenin om att endast partier med en klar majoritet i sina styrande centralkommittér som förespråkar anslutning till Komintern före den andra världskongressen skulle tillåtas medlemskap i den organisationen. Efterföljande debatt påkongressen själv den 29 och 30 juli uppmanade till motstånd mot alla eftergifter gentemot så kallade "centristiska" ledare. Efter utökade kommissionsdiskussioner föreslogs en uppsättning av 21 villkor för tillträde till Komintern.

#### Den fackliga frågan
Den 2:a världskongressen behandlade ingående förhållandet mellan fackföreningsrörelsen och den framväxande internationella kommunistiska rörelsen. Vänsterkommunister föraktade den "konservativa" naturen hos den etablerade fackföreningsrörelsen i många länder, exemplifierade av American Federation of Labour i USA och den reformistiska internationella fackföreningsfederationen, baserad i Amsterdam. Sådana organisationers begränsade horisonter, begränsade till dagliga frågor som löner, arbetstid och arbetsvillkor, sågs som en manifestation av klassamarbete och ett hinder för den revolutionära omvandlingen av samhället.
Vänsterkommunisterna hävdade att dessa fackföreningar var en biprodukt av kapitalismen och att de, liksom Andra internationalens politiska partier, hade förrått arbetarklassen genom att stödja sina nationella regeringar i första världskriget - som sågs som ett imperialistiskt erövringskrig. Sådana fackföreningar var bara värda en snabb förstörelse, ansåg vänsterkommunisterna.
Lenin och andra Komintern-ledare var skarpt oense med vänsterkommunisternas krav på att nya uttryckligen revolutionära fackföreningar skulle upprättas och stödjas, och hävdade att de 25 miljoner arbetare som deltar i fackföreningar anslutna till Amsterdam-internationalen redan hade fattat sitt grundläggande organisatoriska beslut. Istället, menade Lenin och hans medtänkare, borde radikala arbetare stanna inom dessa etablerade fackföreningar och försöka arbeta inifrån för att föra dem in på en revolutionär kurs.
Samtidigt hade Kominterns ledning redan arbetat för att etablera en ny revolutionär internationell facklig organisation för att konkurrera med Amsterdam-internationalen – ett mål som vänsterkommunisterna såg som stående i motsättning till politiken att stanna kvar inom de etablerade "konservativa" fackföreningarna. Möten mellan Kominterns tjänstemän och fackföreningsledare i Moskva sommaren 1920 hade lett till inrättandet av Internationella fackföreningsrådet (Mezjsovprof), föregångare till Röda fackföreningsinternationalen (Profintern) som bildades kommande år.
Fackföreningsfrågan förblev en fråga med heta stridigheter vid den andra världskongressen, där representanterna för den brittiska förtroendemannarörelsen och syndikalistdelegater från Tyskland och USA vägrade att överge sin fientlighet mot strategin om"enterism" i de etablerade fackföreningarna. Till slut gick majoriteten av den andra världskongressen med på att stödja Lenins politik, utförligt förlagd i hans nyligen publicerade bok "Radikalismen - kommunismens barnsjukdom".

#### Den koloniala frågan
Den 2:a världskongressen ägnade också för första gången allvarlig uppmärksamhet åt de nationella befrielserörelserna i kolonierna i Asien, Afrika och Amerika. Teser om koloniala frågor presenterades för kongressen av den indiska radikalen MN Roy, formellt en delegat från det nya kommunistpartiet i Mexiko, Avetis Sultan-Zade från Persien och Pak Chin-sun från Korea.
Kongressens slutliga resolution uppmanade kommunisterna i koloniala länder att stödja den "nationellt-revolutionära" rörelsen i varje land, utan hänsyn till det faktum att icke-kommunistiska och icke- arbetarklasselement som bourgeoisin och bönderna kan vara dominerande. Särskild uppmärksamhet ägnades åt att formulera en allians med de fattiga på landsbygden som ett sätt att vinna och behålla makten i en revolution. Rysslands bolsjeviker tillämpade inget av detta på icke-ryska territorier under bolsjevikernas kontroll vid den tiden – även om icke-ryska kommunistpartier i dessa territorier gjorde det.

## Kultur- och idrottsaktiviteter
Det anordnades flera kultur- och idrottsaktiviteter i samband med den andra världskongressen:
- en fotbollsmatch mellan Moskva och en elva från Internationalen spelades inför 18 000 åskådare på Moskvas Röda stadion.

## Eftermäle

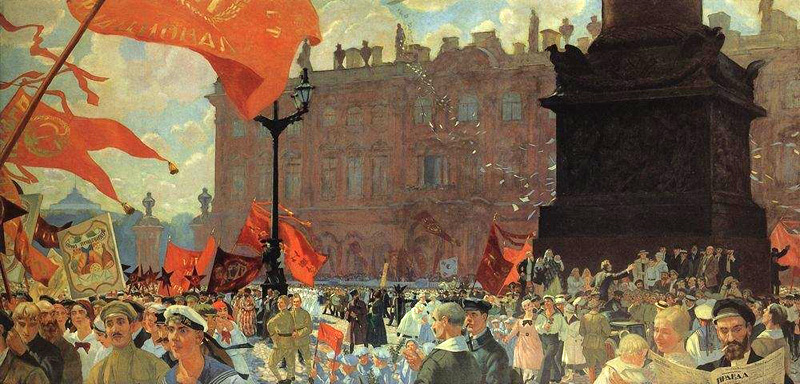
Boris Kustodijev. Festival för Kominterns andra kongress i på Uritskij-torget (tidigare Palatstorget) i Petrograd.

Historikern EH Carr har hävdat att den andra världskongressen – i viss mån oavsiktligt och omedvetet – var den första som "etablerade ryskt ledarskap för Komintern på en ointaglig grund." Förutom den aktning som tillerkändes ryssarna som utövare av den första framgångsrika marxistiska revolutionen, noterade Carr att den ryska delegationen "alltid talade med en enad röst", i skarp kontrast till de stridande och splittrade delegationerna från Tyskland, Frankrike, Storbritannien, Italien, och USA. Därför konstaterade Carr att "den kommunistiska internationalen som skulle göra världsrevolutionen skapades ur bilden av det parti som hade gjort den ryska revolutionen".